# Лаго Ранало (Кампобасо)
Лаго Ранало је насеље у Италији у округу Кампобасо, региону Молизе.
Према процени из 2011. у насељу је живело 30 становника. Насеље се налази на надморској висини од 571 м.